# Пенсионная реформа в России (2002)
В данной статье раскрывается хронология пенсионной реформы.
В России новый этап пенсионной реформы начался в 2002 году. Основная цель — достижение долгосрочной финансовой сбалансированности пенсионной системы, повышение уровня пенсионного обеспечения граждан и формирование стабильного источника дополнительных доходов для инвестиций в социальную систему. Суть пенсионной реформы состоит в постепенном переходе от чисто распределительной системы к распределительно-накопительной системе пенсионного обеспечения.

## Два источника пенсии
Согласно новой пенсионной модели, представленной в Федеральном законе от 17 декабря 2001 г. N 173-ФЗ «О трудовых пенсиях в Российской Федерации» (статья 5, п.2), пенсия может состоять из двух частей:
- страховая;
- накопительная.

Накопительная система обеспечения пенсией состоит в том, что у каждого работника есть персонифицированный (личный) счет в Пенсионном фонде РФ (ПФР), на котором учитывается накопительная часть пенсии. Размер накопительной пенсии зависит от суммы взносов, учтенных на именном счете работника и полученного инвестиционного дохода.
Согласно новому закону «О трудовых пенсиях в Российской Федерации», в страховую часть трудовой пенсии уже включена базовая часть (базовая ставка). Иногда базовая часть неофициально рассматривается как третья часть пенсии.
Инвестирование пенсионных накоплений возможно через Управляющие компании, отобранные по конкурсу, и Негосударственные пенсионные фонды (НПФ), зарегистрированные в качестве страховщиков по обязательному пенсионному страхованию. Застрахованное лицо имеет возможность раз в год перевести свои накопления в НПФ, УК или вернуться обратно в ПФР.
По умолчанию Пенсионный фонд России размещает пенсионные накопления через государственную управляющую компанию — Внешэкономбанк (ГУК ВЭБ). С 2009 года ВЭБ формирует два портфеля: расширенный инвестиционный портфель и инвестиционный портфель государственных ценных бумаг (консервативный).

## Предпосылки
Необходимость в пенсионной реформе возникла из-за ухудшения демографической ситуации в России. Соотношение количества пенсионеров к количеству работающих с каждым годом увеличивается, число пенсионеров растёт, а количество трудоспособного населения неуклонно снижается.

## Правовое обеспечение
Пенсионная реформа базируется на действующих с 2002 года федеральных законах «О трудовых пенсиях в Российской Федерации», «О государственном пенсионном обеспечении в Российской Федерации», «Об обязательном пенсионном страховании» и «Об инвестировании средств для финансирования накопительной части трудовой пенсии в Российской Федерации».

## Распределительная система
Распределительная система (англ. «Pay-As-You-Go» или PAYG — «плати пока идешь») основана на принципе солидарности поколений: выплаты пенсионерам осуществлялись за счет пенсионных отчислений работающей части населения.
Эта система перестает работать в условиях роста демографической нагрузки, когда численность работающих снижается, а численность пенсионеров возрастает, что характерно для всех стран.

## Схема формирования с 2002 по 2010 годы
С 2002 года государственная трудовая пенсия граждан формируется в системе обязательного пенсионного страхования (ОПС) и состоит из трех частей — Базовой, страховой и накопительной части трудовой пенсии.
Накопительная часть трудовой пенсии начала формироваться в рамках пенсионной реформы 2002 года у мужчин 1953 года рождения и моложе и у женщин 1957 года рождения и моложе. с 1 января 2005 года произошла отмена взносов на накопительную часть пенсии для лиц 1966 года рождения и старше. Данные взносы были заменены взносами на страховую часть трудовой пенсии, то есть накопительная пенсия для этих граждан была фактически отменена и заменена страховой пенсией.
Базовая часть устанавливается в твердых размерах. Страховая часть зависит от суммы взносов, учтенных на именном счете, и стажа. Накопительная часть — зависит от суммы учтенных взносов и начисленного инвестиционного дохода. Расчет размера пенсии, осуществляется по формуле, установленной федеральным законом.
С 2010 года Единый социальный налог отменен и осуществлен возврат к системе страховых взносов. Максимальный размер заработной платы, влияющий на размер пенсии, установлен на уровне 415 тысяч рублей в год.
Работодатель платит = 26% (единый социальный налог/страховой взнос) от размера заработной платы сотрудника, из них на медицинское и социальное страхование — 6 %, а в пенсионный фонд — 20 %, которые в свою очередь разбиваются на три части: 6% — базовая, 10 % — страховая и 4 % — накопительная часть. С 2008 года накопительная часть составляет 6 %, а страховая часть — 8 % от заработной платы.
Индивидуальный предприниматель платит фиксированную ставку ежемесячно. Организации, пользующиеся упрощённой системой налогообложения, не платят ЕСН, а платят только 10 % как страховой взнос и 4 % как накопительный.

## Распоряжение накопительной частью
С 2002 года граждане России получили возможность самостоятельно распоряжаться своими пенсионными накоплениями и влиять на размер будущей пенсии. Это значит, что каждый гражданин имеет право перевести свою накопительную часть в негосударственный пенсионный фонд (НПФ) либо в частную управляющую компанию (ЧУК).Сейчас накопительная часть пенсии по умолчанию находится в Пенсионном фонде РФ (ПФР) под управлением Государственной управляющей компании (ГУК, которой является Внешэкономбанк), инвестиционный доход в ГУК, как правило, ниже уровня инфляции. Таким образом, пенсионные накопления постепенно обесцениваются, в связи с тем, что ГУК имеет право инвестировать средства только в государственные облигации, у которых традиционно низкая доходность. Рост накоплений возможен за счёт перевода накопительной части пенсии в негосударственный пенсионный фонд или управляющую компанию при превышении доходности над инфляцией. Тем не менее, доходность инвестирования пенсионных денег Внешэкономбанком в 2011 году составила 5,9%, что ниже инфляции (6,1% в 2011 году), но выше аналогичных показателей большинства управляющих компаний , что превышает доходность большинства частных управляющих компаний .
Застрахованное лицо может перевести пенсионные накопления не чаще одного раза в год, до достижения возраста 60 лет для мужчин и 55 лет для женщин.

## Налоговые льготы
Гражданам, участвующим в негосударственных или добровольных пенсионных программах, предоставляются налоговые вычеты по подоходному налогу.
Вычет предоставляется на основании заявления налогоплательщика в размере фактических расходов в налоговом периоде с учетом ограничений, установленных п. 2 ст. 219 НК РФ, при представлении налогоплательщиком документов, подтверждающих его фактические расходы по негосударственному пенсионному обеспечению и (или) добровольному пенсионному страхованию.
C 2010 года в Налоговый кодекс внесены изменения…

## Новый этап пенсионной реформы. 2008 год

### Распределение страховых пенсионных платежей
В новом варианте предполагается следующая схема распределения пенсионных платежей:
- 6 % из общей суммы в 26 % пойдут на накопительные персонифицированные лицевые счета
- 20 % — на страховую часть пенсии
  - из этих 20 % только 10 % будут учитываться персонифицированно
  - оставшиеся 10 % пойдут на так называемый «солидарный компонент финансовой системы пенсионного обеспечения», который, по словам статс-секретаря заместителя министра здравоохранения и социального развития РФ Юрия Воронина[8]:

обеспечивает текущую выплату пенсий нынешним пенсионерам, а также другие солидарные расходы, которые находятся вне системы накопления пенсионных прав, например, досрочные пенсии, пенсии по инвалидности. Из солидарного компонента также будут финансироваться расходы на выплату старой базовой части пенсии, которая, как уже отмечалось, станет составным элементом страховой части пенсии, но будет устанавливаться по единым для всех застрахованных нормам, не зависящим от объема индивидуального учитываемых пенсионных прав.

Итого, только 16 % из пенсионного тарифа в 26 % будут задавать объем будущих пенсионных прав.
Данная система сильно отличается в сторону ущемления пенсионных прав застрахованных лиц по сравнению, например, с пенсионной системой Швеции, где все 18,5 % процентов пенсионных взносов, отчисляемых работающим человеком, формируют объём его пенсионных прав.

## Программа государственного софинансирования пенсии
С 1 января 2009 года действует новая система добровольных взносов гражданина в накопительную часть собственной пенсии.
Минимальный размер взноса в рамках программы софинансирования должен составить 2 000 рублей в год. Государство удвоит эти деньги, доплатив сумму, равную годовой сумме взноса, но не более 12 000 рублей в год. Для лиц пенсионного возраста государство увеличивает сумму в 4 раза - не более 48 тыс. рублей в год.
Программа рассчитана на 10 лет. Государственная поддержка пенсионных накоплений будет предоставлена гражданам, подавшим заявление до 1 октября 2013 года.

## Неудачи реформы
Не решена проблема досрочного выхода на пенсию, не закончено реформирование накопительной составляющей трудовой пенсии, пенсионерам не был гарантирован прожиточный минимум и надлежащая компенсация утраченного заработка.